# یان الکساندروویچ-کراسکو
یان الکساندروویچ-کراسکو (لهستانی: Jan Aleksandrowicz-Krasko؛ زادهٔ ۳۱ مارس ۱۹۸۰) بازیگر اهل لهستان است.
از فیلم‌ها یا مجموعه‌های تلویزیونی که وی در آن‌ها نقش داشته است، می‌توان به مسکوی کوچک، طایفه، خودِ زندگی، دو روی سکه، خانه کشیش، کارآگاهان جنایی، لندنی‌ها، ۳۹ و نیم، ع چون عشق، یک‌راست به دل، دوران افتخار، کمیسر آلکس، قانون حقیقی، پدر متیو، وُلین، فرصت دوباره، گوش آقای رئیس، در خیابان سپولنی و نیمه سوم اشاره نمود.